# Нічні патрулі
«Нічні патрулі» (англ. Nightcrawling) — роман Лейли Моттлі, що вийшов 2022 року. Поряд з іншими нагородами, роман ввійшов до довгого списку Букерівської премії 2022 року, що зробило Моттлі наймолодшою авторкою, яку висунули на цю премію.

## Прийняття

### Відгуки
Книжку «Нічні патрулі» загалом добре сприйняли критики, зокрема вона отримала позитивні відгуки від Booklist, Kirkus Reviews, Library Journal, та Publishers Weekly. Згідно з Book Marks, книжка отримала загальну оцінку «захоплива», основану на п'ятнадцяти відгуках: дев'яти «захоплива», п'яти «позитивна» та одному «змішана».
Кортні Іторн з Booklist назвала головну героїню книжки, К'яру, «незабутнім динамо», зазначивши, що «її історія надає надзвичайної людяності дискусіям про сексуальне насильство з боку поліції».
Kirkus Reviews відзначив творчість Моттлі, ствердивши: «Справжня історія тут — це пишне, захопливе письмо та невблаганна реальність, яка знищує душу дівчини».
Видання Publishers Weekly відзначило, що «сцени реалізму відтворені з поетичним поглядом» та дійшла висновку: «Ця розпачлива історія є потужним свідченням стійкості чорношкірої жінки».
Люк Горем, в огляді для Library Journal писав, що книжка «Нічні патрулі» — це "беззаперечно похмура, але наповнена красивими дрібницями та потужним дискурсом про дегуманізуючі наслідки поліції для маргіналізованих спільнот, тіл і свідомості (особливо чорношкірих жінок). Він завершив, зазначивши: «Роман Моттлі розуміє, що іноді щасливий фінал означає просто вижити».
Обираючи роман для «Книжкового клубу Опри», Опра Вінфрі «сказала, що її вразила здатність Моттлі передавати яскравою та точною мовою травми, кохання та все, що між ними», та додала: «Мені завжди приємно допомагати знайомити читацьку спільноту з новими письменниками, і ця молода поетеса вразила мене своєю одою та елегією Окленду, а також гострими та проникливими зображеннями молодості, несправедливості, спадщини ув'язнення та стійкості громади та обраної родини».

### Нагороди та почесні відзнаки
Книжка «Нічні патрулі» була вибором Книжкового клубу Опри у червні 2022 року, а AudioFile вніс її до списку найкращих аудіокниг 2022 року.
| Рік      | Нагорода                                      | Категорія                     | Результат     | Посилання           |
| -------- | --------------------------------------------- | ----------------------------- | ------------- | ------------------- |
| 2022 рік | Букерівська премія                            | —                             | Довгий список | [ 2 ] [ 11 ] [ 12 ] |
| 2022 рік | Вибір редакції Booklist                       | Книги для дорослих та молоді  | Вибір         | [ 13 ]              |
| 2022 рік | Нагорода Goodreads Choice Award               | Художня література            | Номінант      | [ 14 ]              |
| 2022 рік | Нагорода Goodreads Choice Award               | Дебютний роман                | Номінант      | [ 14 ]              |
| 2023 рік | Audie Award                                   | Жінка-оповідачка              | Фіналіст      | [ 15 ]              |
| 2023 рік | Премія імені Зори Ніл Герстон і Річарда Райта | Дебютна художня книжка        | Номінант      | [ 16 ]              |
| 2023 рік | Літературна премія «Лямбда»                   | Лесбійська художня література | Фіналіст      | [ 17 ]              |
| 2023 рік | Літературна премія PEN Окленд/Жозефіни Майлз  | Премія Жозефіни Майлз         | Переможець    |                     |

## Переклад українською
2025 року у видавництві «Віват» вийшов український переклад книжки. Перекладач — Андрій Зорницький.